# Lacanobia confluens
Lacanobia confluens là một loài bướm đêm trong họ Noctuidae.